# Аналиста Саксо
Аналиста Саксо (на немски: Annalista Saxo) е анонимен автор век на значима имерска хроника, написана в манастир Нинбург в Анхалт през 12 век.
Той често е идентифициран с Арнолд († 1166), абат на манастирите Берге и Нинбург, автор на Gesta archiepiscoporum Magdeburgensium.
Ръкописът на Аналиста Саксо е написан между 1148 и 1152 г. Хрониката е сборник от дати и факти за средновековните германски крале и техните Каролингски предшественици и за събитията, започващи от 741 г. до 1139 г. Книгата обхваща 237 пергамент-страници.
Оригиналът на хрониката на Аналиста Саксо се намира днес заключена в Националната библиотека на Франция в Париж, ще бъде издадено копие. Издадената книга в Англия от 16 век е реставрирана през 1993 г.

## Издания
- Klaus Nass (Hrsg.), Die Reichschronik des Annalista Saxo. Neuedition mit ausführlichen Registern (MGH Scriptores 37). München 2006, ISBN 3-7752-5537-0.
- Georg Heinrich Pertz u. a. (Hrsg.), Scriptores (in Folio) 6: Chronica et annales aevi Salici. Hannover 1844, S. 542 – 777 (Monumenta Germaniae Historica, Digitalisat)